# Hypervitesse

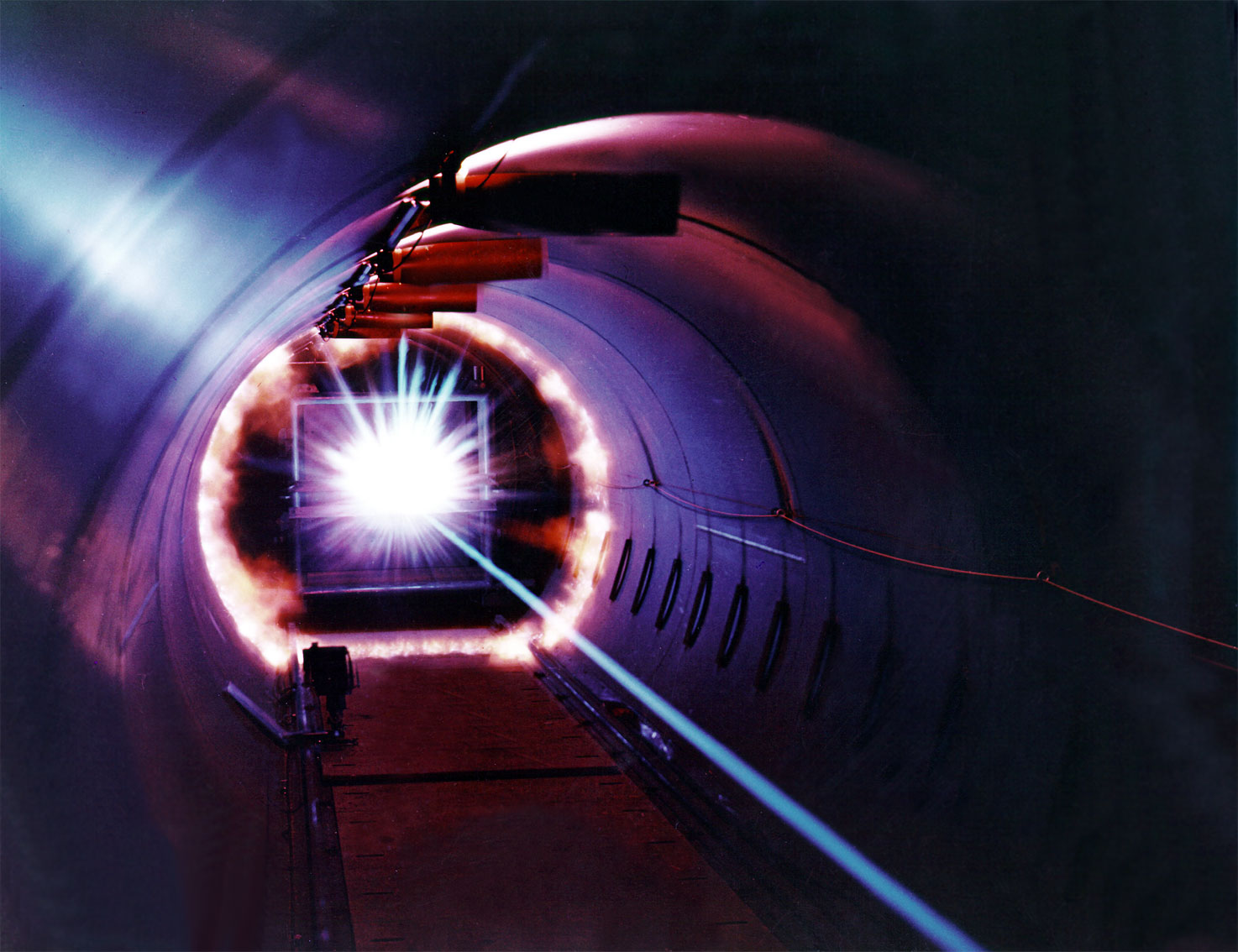
Flash résultant d'un impact hypervéloce lors d'une simulation en laboratoire d'une collision d'un débris spatial avec un engin en orbite

Le terme hypervitesse fait habituellement référence à une très grande vitesse, approximativement supérieure à 3 000 m/s (soit 11 000 km/h, ou encore Mach 8,8).
En particulier, il fait référence à des vitesses si élevées que, lors d'un impact, la résistance des matériaux est très faible par rapport aux contraintes dues à l'inertie. Ainsi, même les métaux se comportent comme des fluides lors d'un impact à hypervitesse. Lors d'une collision à ce niveau de vitesse, l'impacteur et la cible se vaporisent. Pour les métaux de structures, l'hypervitesse commence à partir de 2 500 m/s (9 000 km/h ou Mach 7,3).
Les cratères dus aux météorites sont aussi des exemples d'impacts à hypervitesse.
L'hypervitesse se produit habituellement pendant les pluies de météores et les rentrées depuis l'espace lointain, comme lors des programmes Zond, Apollo et Luna. Compte tenu de l'imprévisibilité des trajectoires et du calendrier des météores, les capsules spatiales ont été les premières possibilités de collecte de données pour l'étude des matériaux de protection thermique à très haute vitesse (dans ce contexte, hypervitesse est définie comme étant supérieure à la vitesse de libération). Compte tenu de la rareté des possibilités d'observation de ce genre depuis les années 1970, les rentrées des sondes Genesis et la récente Stardust, ainsi que les rentrées de la prochaine rentrée de la sonde Hayabusa ont/vont donner lieu à des campagnes d'observation, notamment au centre de recherche Ames de la NASA.
Les collisions à très grande vitesse peuvent être étudiées en examinant les résultats de collisions survenant naturellement (entre micrométéorites et les vaisseaux spatiaux, ou entre les météorites et les corps planétaires), ou ils peuvent être réalisés en laboratoire. À l'heure actuelle le principal outil pour expériences en laboratoire est un canon à gaz léger, mais quelques expériences ont utilisé des moteurs linéaires pour accélérer des projectiles jusqu'à l'hypervitesse.
Les propriétés des métaux sous hypervitesse ont été utilisées dans des armes, comme des explosifs de pénétration. La vaporisation à l'impact et la liquéfaction des surfaces permettent aux projectiles métalliques, formés sous des forces générées par l'hypervitesse, de mieux pénétrer les blindages des véhicules que les obus classiques.
Le site d'essai de White Sands est une installation de la NASA qui effectue, entre autres essais, des expériences d'impact sous hypervitesse afin d'étudier l'effet des impacts de débris orbitaux et de micrométéorites sur les engins spatiaux. Cela permet d'améliorer les mesures de protection pour les missions spatiales. Les chercheurs de White Sands utilisent des canons à gaz léger à deux étages pour accélérer des projectiles à des vitesses extrêmes.

## Entrées atmosphériques hypervéloces
| Date             | Événement                                                      | Vitesse (km/s) | Notes                                                                        |
| ---------------- | -------------------------------------------------------------- | -------------- | ---------------------------------------------------------------------------- |
| 8 septembre 2004 | Genesis (rentrée de la capsule d'échantillons)                 | 11,04          | Crashé (échec du parachute de freinage)                                      |
| 15 janvier 2006  | Stardust (rentrée de la capsule d'échantillons)                | 12,79          | Record de vitesse de rentrée atmosphérique d'un corps d'origine artificielle |
| 13 juin 2010     | Hayabusa (rentrée de la capsule d'échantillons et de la sonde) | 12,2           | Rentrée destructive de la sonde après celle de la capsule                    |